# 郭汶霞
郭汶霞（1968年—），陕西铜川人，汉族，中华人民共和国政治人物、第十二届全国人民代表大会陕西地区代表。

## 生平
毕业于西安交通大学法律专业，陕西省杨凌安帝源生物科技有限公司董事长。加入中国农工民主党。2013年，担任全国人大代表。2018年2月24日，当选为第十三届全国人大代表。